# Auerodendron acuminatum
Auerodendron acuminatum là một loài thực vật có hoa trong họ Táo. Loài này được (Griseb.) Urb. mô tả khoa học đầu tiên năm 1924.